# Aulacobothrus obscurus
Aulacobothrus obscurus är en insektsart som först beskrevs av Lucien Chopard 1947.  Aulacobothrus obscurus ingår i släktet Aulacobothrus och familjen gräshoppor. Inga underarter finns listade i Catalogue of Life.